# Харшница (гмина)
Харшница (пол. Charsznica) — сельская гмина (волость) в Польше, входит как административная единица в Мехувский повет, Малопольское воеводство. Население — 7795 человек (на 2004 год). Административным центром гмины является село Мехув-Харшница.

## Наименование
Своё наименование гмина получила в 1973 году от названия села «Мехув-Харшница», которое в 1973 году было переименовано в «Харшницу». Современное село Харшница в 1973 году называлось как «Харшница-Весь». В июне 2004 года административному центру гмины было возвращено его прежнее наименование «Мехув-Харшница», а село «Харшница-Весь» было переименовано в село «Харшница». При этом наименование гмины Харшница не было изменено.

## Демография
| Перепись                       | Всего   | Всего | Женщины | Женщины | Мужчины | Мужчины |
| ------------------------------ | ------- | ----- | ------- | ------- | ------- | ------- |
| Единицы                        | человек | %     | человек | %       | человек | %       |
| Население                      | 7795    | 100   | 3970    | 50,9    | 3825    | 49,1    |
| Плотность населения (чел./км²) | 99,6    | 99,6  | 50,7    | 50,7    | 48,9    | 48,9    |

## Населённые пункты
В состав гмины входят следующие населённые пункты:
Вежбе, Витовице, Домбровец, Ельча, Марцинковице, Мехув-Харшница, Погвиздув, Подлесице, Свойчаны, Тчица, Унеюв-Колоня, Унеюв-Парцеля, Унеюв-Рендзины, Харшница, Ходув, Цишовице, Шаркувка.

## Соседние гмины
1. Гмина Голча
2. Гмина Козлув
3. Гмина Ксёнж-Вельки
4. Гмина Мехув
5. Гмина Вольбром
6. Гмина Жарновец